# White2
White2 è il quarto album in studio del gruppo musicale drone doom metal statunitense Sunn O))), pubblicato nel 2004.

## Tracce
1. HELL-O)))-WEEN – 14:11
2. bassAliens – 23:22
3. Decay2 [Nihils' Maw] – 25:18
4. Decay [The Symptoms of Kali Yuga] – 18:04 – presente nell'edizione LP

## Formazione
Gruppo
- Stephen O'Malley - basso, chitarra
- Greg Anderson - basso, chitarra

 Musicisti ospiti
- Nick Phit - chitarra (traccia 1)
- Nate Carson - timpani (traccia 1)
- Attila Csihar - voce (traccia 3)
- Joe Preston
- Rex Ritter
- Dawn Smithson